# Décorations militaires des États-Unis
Les décorations militaires des États-Unis reconnaissent le service et la bravoure des membres des forces armées des États-Unis. Avec les insignes militaires, ce sont les deux récompenses qui signalent les haut faits de la carrière d'un militaire.

## Ordre de préséance

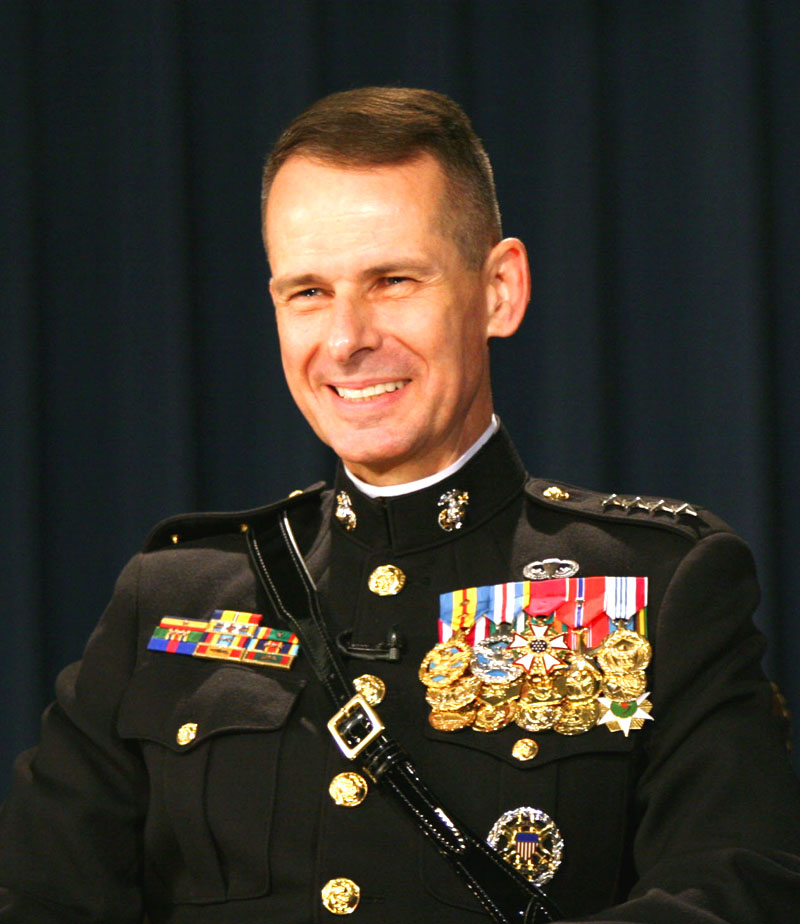
Le général Peter Pace du corps des marines arborant ses médailles, rubans et insignes.

Bien que chaque arme ait son propre ordre de préséance, les règles générales suivantes s'appliquent à toutes :
1. Décorations militaires personnelles américaines
2. Distinctions militaires américaines d'unités
3. Décorations non militaires personnelles américaines (dans l'ordre de réception ; si certaines proviennent de la même agence, la préséance de cette agence s'applique)
4. Distinctions non militaires d'unités
5. Distinctions militaires américaines de campagne
6. Distinctions militaires américaines de service et d'entrainement
7. Distinctions et décorations de la marine marchande américaine et récompenses non militaires de service
8. Décorations militaires personnelles étrangères
9. Distinctions militaires étrangères d'unité
10. Distinctions de service étrangères (par exemple, Nations unies, OTAN)
11. Distinctions militaires étrangères de service
12. Distinctions d'adresse au tir (Marine et garde-côtes)
13. Distinctions et décorations de la garde nationale (Armée de terre et de l'air)

- Dans l'armée de terre, les distinctions d'unité se portent sur le côté droit.

## Médailles et rubans actuellement décernés

### Par ordre de préséance
| Désignation des rubans et distinctions |
| --- |
| Décorations individuelles |
| Medal of Honor Décernée pour "Courage et intrépidité au péril de sa vie et au-delà du devoir". |
| Décernées pour "Héroïsme extraordinaire" Army Distinguished Service Cross Navy Cross Air Force Cross |
| Distinguished Service medals Defense Distinguished Service Medal Homeland Security Distinguished Service Medal Distinguished Service Medal Navy Distinguished Service Medal Air Force Distinguished Service Medal Coast Guard Distinguished Service Medal |
| Silver Star Décernée pour courage "en opération" |
| Defense Superior Service Medal |
| Legion of Merit |
| Distinguished Flying Cross |
| Medailles pour héroïsme Soldier's Medal Navy and Marine Corps Medal Airman's Medal Coast Guard Medal |
| Gold Lifesaving Medal |
| Bronze Star |
| Purple Heart |
| Defense Meritorious Service Medal |
| Meritorious Service Medal |
| Air Medal |
| Silver Lifesaving Medal Aerial Achievement Medal |
| Commendation medals Joint Service Commendation Medal Army Commendation Medal Navy & Marine Corps Commendation Medal Air Force Commendation Medal Coast Guard Commendation Medal                                                                           |
| Achievement medals Joint Service Achievement Medal Army Achievement Medal Navy & Marine Corps Achievement Medal Air Force Achievement Medal Coast Guard Achievement Medal                                                                                 |
| Commandant's Letter of Commendation |
| Combat Action Ribbon Air Force Combat Action Medal |
| Distinctions d'unité |
| Presidential Unit Citation Army & Air Force Presidential Unit Citation Navy & Marine Corps Presidential Unit Citation Coast Guard Presidential Unit Citation                                                                                              |
| Joint Meritorious Unit Award Army Valorous Unit Award Navy Unit Commendation Air Force Gallant Unit Citation Coast Guard Unit Commendation |
| Meritorious Unit Commendation Army Meritorious Unit Commendation Navy Meritorious Unit Commendation Air Force Meritorious Unit Award Coast Guard Meritorious Unit Commendation                                                                            |
| Army Superior Unit Award Air Force Outstanding Unit Award Coast Guard Meritorious Team Commendation |
| Efficiency Award Navy "E" Ribbon Air Force Organizational Excellence Award Coast Guard "E" Ribbon |
| Coast Guard Bicentennial Unit Commendation |
| Distinctions de service |
| Prisoner of War Medal |
| Combat Readiness Medal |
| Good Conduct medals Army Good Conduct Medal Navy Good Conduct Medal Air Force Good Conduct Medal Marine Corps Good Conduct Medal Coast Guard Good Conduct Medal                                                                                           |

| Désignation des rubans et distinctions |
| --- |
| Distinctions de service (suite) |
| Médailles de bonne conduite (pour la réserve) Army Reserve Components Achievement Medal Naval Reserve Meritorious Service Medal Air Reserve Forces Meritorious Service Medal Selected Marine Corps Reserve Medal Coast Guard Reserve Good Conduct Medal |
| Expeditionary medals Navy Expeditionary Medal Marine Corps Expeditionary Medal |
| Outstanding Airman of the Year Ribbon |
| Air Force Recognition Ribbon |
| Médailles de campagne |
| National Defense Service Medal |
| Korean Service Medal |
| Antarctica Service Medal |
| Coast Guard Arctic Service Medal |
| Armed Forces Expeditionary Medal |
| Vietnam Service Medal |
| Southwest Asia Service Medal |
| Kosovo Campaign Medal |
| Afghanistan Campaign Medal |
| Iraq Campaign Medal |
| Global War on Terrorism Expeditionary Medal |
| Global War on Terrorism Service Medal |
| Korea Defense Service Medal |
| Armed Forces Service Medal |
| Humanitarian Service Medal |
| Outstanding Volunteer Service Medal |
| Air and Space Campaign Medal |
| Service and training awards |
| Army Sea Duty Ribbon Army Overseas Service Ribbon Army Reserve Overseas Training Ribbon |
| Sea Service Deployment Ribbon Air Force Overseas Short Tour Service Ribbon Coast Guard Special Operations Service Ribbon |
| Navy Arctic Service Ribbon Coast Guard Sea Service Ribbon |
| Naval Reserve Sea Service Ribbon Air Force Overseas Long Tour Service Ribbon Coast Guard Restricted Duty Ribbon |
| Navy & Marine Corps Overseas Service Ribbon Air Force Expeditionary Service Ribbon Coast Guard Honor Graduate Ribbon |
| Air Force Longevity Service Award |
| Recruiting service ribbon Navy Recruiting Service Ribbon Air Force Recruiter Ribbon Marine Corps Recruiting Ribbon Coast Guard Recruiting Service Ribbon                                                                                                |
| Training service ribbon Air Force Military Training Instructor Ribbon Navy Recruit Training Service Ribbon Marine Corps Drill Instructor Ribbon |
| Guard ribbon Navy Ceremonial Guard Ribbon Marine Corps Security Guard Ribbon |
| Armed Forces Reserve Medal |
| Professional Development Ribbon Army NCO Professional Development Ribbon Air Force NCO PME Graduate Ribbon |
| Army Service Ribbon Air Force Honor Graduate Ribbon |
| USAF Small Arms Expert Marksmanship Ribbon |
| Air Force Training Ribbon |
| Distinctions de tireurs d'élite |
| Rifle Navy Expert Rifleman Medal Coast Guard Expert Rifle Medal Navy Rifle Marksmanship Ribbon Coast Guard Rifle Marksmanship Ribbon |
| Pistol Navy Expert Pistol Shot Medal Coast Guard Expert Pistol Medal Navy Pistol Marksmanship Ribbon Coast Guard Pistol Marksmanship Ribbon |

### Par armes
- Interarmées
- Armée de l'air
- Armée de terre
- Garde-côtes
- Marine et corps des marines
- Marine marchande

## Décorations de la Garde nationale et des forces de défense d'état
- Décorations de la Garde nationale
- Décorations des forces de défense d'état

## Décorations non officielles et décorations obsolètes

### Décorations obsolètes
Principaux articles: Décorations militaires obsolètes des États-Unis et Médailles américaines de service des deux guerres mondiales
| Désignation des rubans et distinctions                  |
| ------------------------------------------------------- |
| Personal decorations                                    |
| Certificate of Merit Medal                              |
| Marine Corps Brevet Medal                               |
| Army Wound Ribbon                                       |
| Specially Meritorious Service Medal                     |
| Unit awards                                             |
| Secretary of Transportation Outstanding Unit Award      |
| Coast Guard Bicentennial Unit Commendation              |
| 19th and early 20th century Campaign Medals             |
| Civil War Campaign Medal                                |
| Indian Campaign Medal                                   |
| China Campaign Medal (Army)                             |
| China Relief Expedition Medal (Navy)                    |
| Spanish-American War campaign and occupation medals     |
| Spanish Campaign Medal                                  |
| West Indies Campaign Medal                              |
| West Indies Naval Campaign Medal (Sampson Medal)        |
| Battle of Manila Bay Medal (Dewey Medal)                |
| Spanish War Service Medal                               |
| Army of Cuban Occupation Medal                          |
| Cuban Pacification Medal                                |
| Army of Puerto Rican Occupation Medal                   |
| Philippine-American War campaign medals                 |
| Philippine Campaign Medal                               |
| Philippine Congressional Medal                          |
| Navy & Marine Corps expedition medals (1920s and 1930s) |
| Nicaraguan Campaign Medal (1912)                        |
| Dominican Campaign Medal                                |
| Haitian Campaign Medal (1917)                           |
| Nicaraguan Campaign Medal (1933)                        |
| Haitian Campaign Medal (1921)                           |
| Yangtze Service Medal                                   |

| Désignation des rubans et distinctions                                                                                    |
| --- |
| World War I and Pre-WWI service medals                                                                                    |
| Mexican Service Medal |
| Mexican Border Service Medal                                                                                              |
| World War I Victory Medal                                                                                                 |
| Army of Occupation of Germany Medal                                                                                       |
| World War II and Pre-WWII service medals                                                                                  |
| China Service Medal |
| American Defense Service Medal                                                                                            |
| Women's Army Corps Service Medal                                                                                          |
| American Campaign Medal                                                                                                   |
| European-African-Middle Eastern Campaign Medal                                                                            |
| Asiatic-Pacific Campaign Medal                                                                                            |
| World War II Victory Medal                                                                                                |
| Post World War II occupation and Service medals                                                                           |
| Army of Occupation Medal                                                                                                  |
| Navy Occupation Service Medal                                                                                             |
| Medal for Humane Action                                                                                                   |
| Service and Training awards                                                                                               |
| Naval Reserve Medal |
| Fleet Marine Force Ribbon                                                                                                 |
| Marine Corps Reserve Ribbon                                                                                               |
| Reserve Special Commendation Ribbon                                                                                       |
| Marksmanship Distinguished Marksman and Pistol Shot Ribbon Distinguished Marksman Ribbon Distinguished Pistol Shot Ribbon |

### Décorations non officielles
- Décorations non officielles de l'armée américaine

## Décorations étrangères et internationales
- Médailles étrangères autorisées par l'armée des États-Unis
- Décorations militaires internationales autorisées par l'armée des États-Unis

## Agrafes
- Agrafes militaires des États-Unis